# Кона (провінція Венеція)
Кона (італ. Cona, вен. Cona) — муніципалітет в Італії, у регіоні Венето,  метрополійне місто Венеція.
Кона розташована на відстані близько 370 км на північ від Рима, 36 км на південний захід від Венеції.
Населення — 2993 особи (2014).

## Демографія
Населення за роками:

Станом на 1 січня 2023 року в муніципалітеті офіційно проживало 175 іноземців з 17 країн, серед них 67 громадян країн Євросоюзу та 3 громадяни України.

## Сусідні муніципалітети
- Анья
- Каварцере
- Кіоджа
- Корреццола